# تطبيق القانون في الأردن

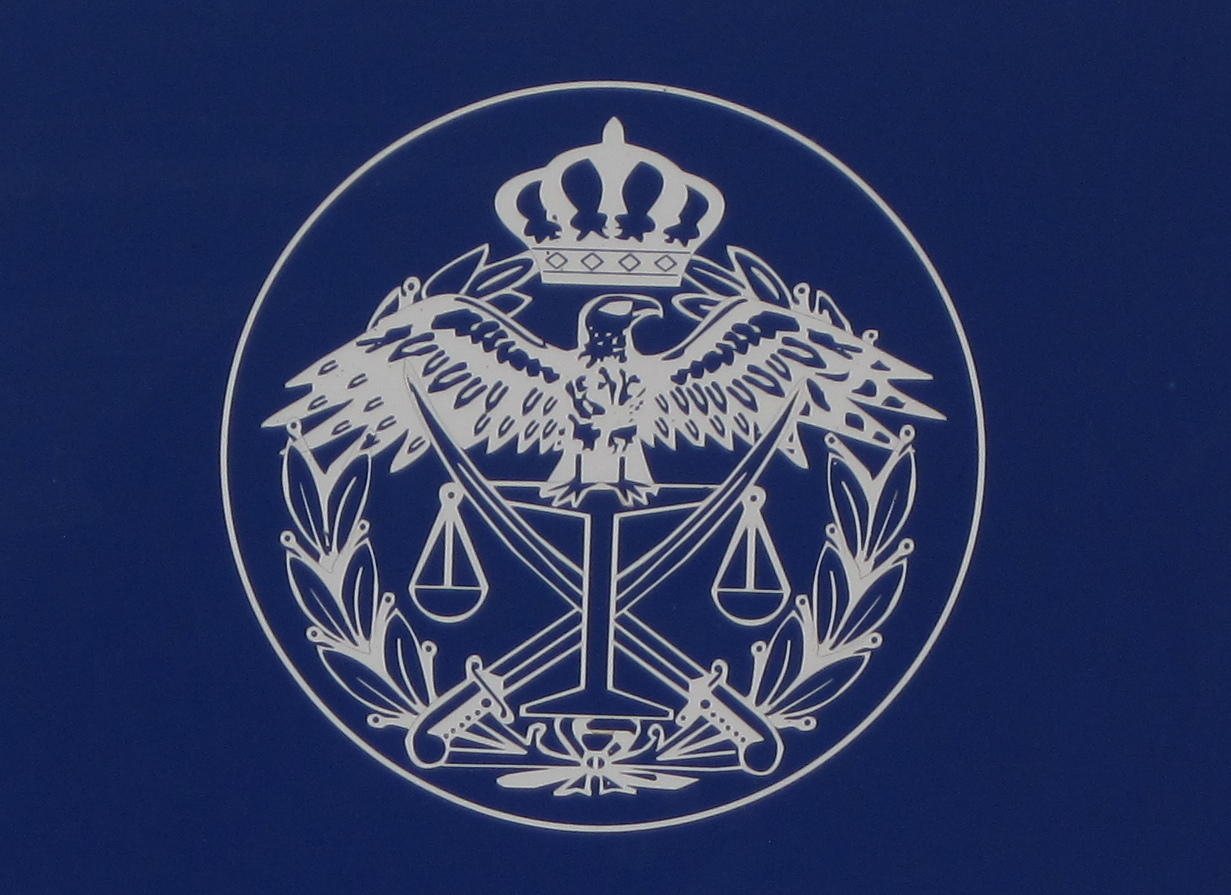
شعار الأمن العام في الأردن، الجهة الموكل إليها تطبيق القانون

تطبيق القانون في الأردن هو مسؤولية مديرية الأمن العام التي يتفرع منها ست قيادات أمن أقليم; قيادة أمن إقليم العاصمة، الشمال، الوسط، الجنوب، العقبة، وقيادة قوات البادية الملكية. ظل الأمن العام جزءاً من القوة العسكرية التي أسسها الملك عبد الله الأول بن الحسين عام 1921 حتى عام 1956م، حينما صدر قانون يقضي بفصل قوات الأمن عن الجيش، فألحقت بوزارة الداخلية، وفي عام 1965 م صدر قانون الأمن العام رقم 38 الذي نظم الجهاز. كان علي خلقي باشا وعرف باسم مشاور الأمن والانضباط، وكانت قوة الأمن تتألف من قوة الدرك وكتيبة الدرك الاحتياط والكتيبة النظامية، وقوة الهجانة. في عام 1930م تم تجنيد عدد من رجال البدو لتشكيل قوة تحفظ الأمن في البادية الأردنية وسميت باسم قوة البادية.
جامعة مؤتة تحديداً في الجناح العسكري تخريج العديد من الضباط القادرين على مواجهة الصعوبات وتخطيها، علماً أنه من يدرس فيها يتخرج برتبة ملازم ثاني، كما أنه يمكن دراسة العلوم الشرطية لتكون ضابط في الأمن العام أو الدرك وعلوم عسكرية لتكون ضابط في الجيش العربي الباسل.

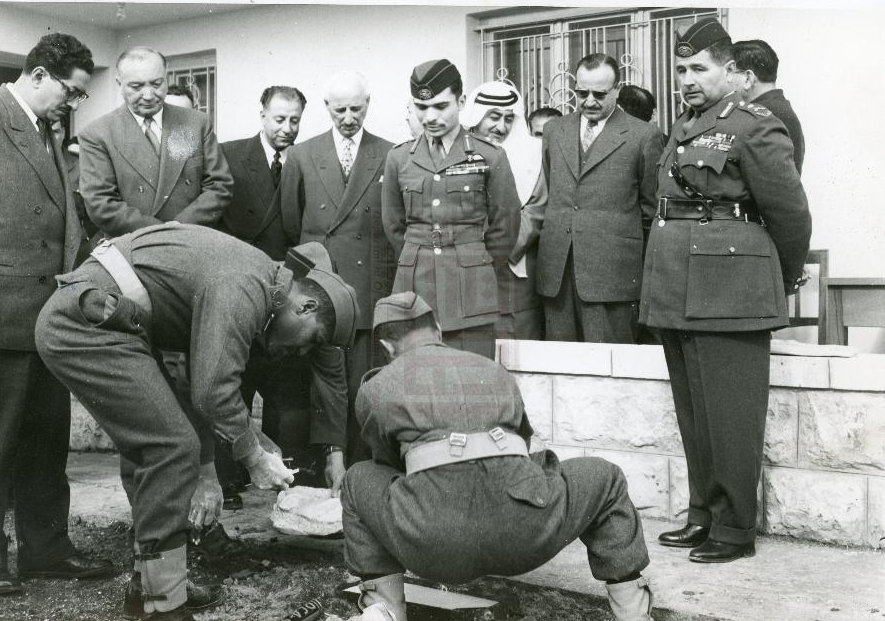
الملك الحسين بن طلال يرعى تأسيس مديرية الأمن العام الأردني في كانون أول 1956

## توابع

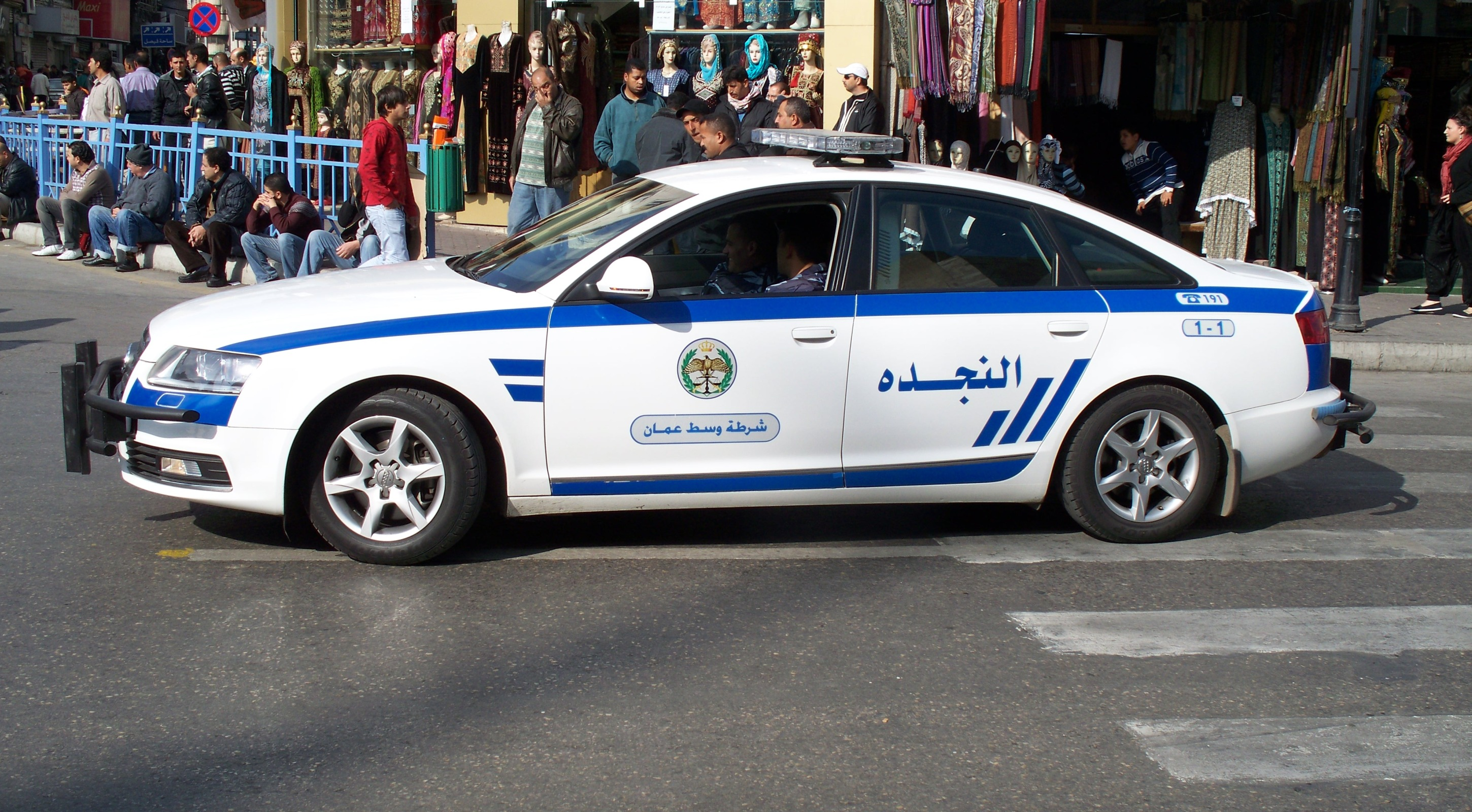
سيارة شرطة تابعة لمديرية شرطة وسط عمان

### وحدة أمن وتشجيع الاستثمار
تم استحداث هذه الوحدة بتاريخ 1/10/2005 لتقديم الخدمات الأمنية المختلفة للمستثمرين بدءا من الموافقات الأمنية والتراخيص وانتهاء" بمتابعة شؤون المستثمرين في المملكة سواء تعلقت بأشخاصهم أو عوائلهم أو استثماراتهم. وقد تم ربط هذه الوحدة بإدارة الأمن الوقائي لتفعيل دورها بشكل يلبي احتياجات المستثمرين ويمكنها من الاستفادة من الإمكانيات المادية والبشرية لإدارة الأمن الوقائي.

### الأكواخ الأمنية
تم استحداث عدد من الأكواخ الأمنية خلال العام 2005 بهدف زيادة التواجد الأمني وتقديم الخدمة للمواطنين بالسرعة الممكنة، وتسعى مديرية الأمن العام إلى تغطية كافة محافظات المملكة بتلك الاكواخ الأمنية وخاصة في المناطق المكتظة بالسكان والحركة المرورية وفي الأسواق التجارية.

### المحطات الأمنية
استحدثت في العام 2005 وهي عبارة عن نقاط أمنية تنتشر على الطرق الخارجية وتهدف إلى نشر الأمن والطمأنينة بين مستخدمي هذه الطرق من المواطنين والسياح والزوار، كما تقوم هذه المحطات بتقديم الخدمات والمساعدات الإنسانية وخدمـــــة الطوارئ مثل الإسعاف والإنقاذ والإطفاء.

### إذاعة أمن إف أم
تبث إذاعة أمن إف أم عبر تردد 89.5، غايتها نشر التوعية الأمنية للمواطنين والتفاعل مع آرائهم واقتراحاتهم وترسيخ المفاهيم الأمنية لديهم.

### جناح الأمن العام الجوي
كان تأسيس الجناح الجوي للأمن العام في عام 1988 تم تزويده بثلاث طائرات ما زالت تعمل لغاية الآن، وزودت بأربع طائرات هيلوكبتر فيما بعد. تمتاز هذه الطائرات بصغر حجمها وفعاليتها وتعدد مهامها وقدرتها على العمل في مختلف الظروف الجوية وعلى مدار الساعة وذلك لاستخدامها للأجهزة المتطورة في الاتصالات والملاحة.

### قيادة قوات الأمن الخاصة
تم أستحداث قيادة قوات الأمن الخاصة والتي تضم أربعة ألوية إضافة لوحدة الأمن (14) وتشمل هذه الالوية على مجموعة من الكتائب وتعتبر هذه الوحدات من أكثر الوحدات تدريباً وتجهيزاً نظراً لطبيعة المهام التي تقوم بها.

### مدينة الملك عبد الله الثاني ابن الحسين التدريبية
افتتحت مدينة الملك عبد الله الثاني ابن الحسين التدريبية بتاريخ 2/5/2007 في الموقر التي تعد مركزا تدريبيا شاملا لمرتبات الأمن العام ضباطاً وأفرادا تضم خمسة منشآت تدريبية هي; مدرسة تأهيل الضباط، ومدرسة الأمير غازي بن محمد لتدريب ضباط الصف، ومدرسة الأمير حسين بن عبد الله لتدريب الشرطة المستجدين، ومعهد اللغات والحاسوب ومركز العلوم الأمنية والجنائية، واتبع للمدينة التدريبية معهد تدريب الشرطة النسائية.

### المكتب الإعلامي
استحدث المكتب الإعلامي عام 2005 ويتبع لإدارة العلاقات العامة والتوجيه المعنوي والذي كان من أبرز مهامه التعامل مع الأحداث الخاصة بالأمن العام والتي تهم الرأي العام، وتوفير قاعدة معلومات خاصة بالإعلاميين للتسهيل عليهم في الوصول للمعلومة المناسبة عن الأحداث المختلفة.

## الإدارات

### إدارة الشرطة البيئية
استحدثت إدارة الشرطة البيئية كتوجه وطني لحماية الوضع البيئي في الأردن، ووضع حد للانتهاكات البيئية بجميع مجالاتها (الهواء الماء، التربة، التنوع الحيوي) إضافة إلى تزايد الملوثات والتي أصبحت آثارها تظهر وبشكل مباشر على الوضع الصحي للمواطنين بشكل عام.

### إدارة ترخيص السواقين والمركبات
شاركت إدارة ترخيص السواقين والمركبات الحائزة على الجائزة الذهبية في جائزة الملك عبد الله الثاني للتميز والشفافية وهي ارفع جائزة على مستوى المملكة إضافة إلى تنفيذ نظام لوحات أرقام المركبات الجديد والذي تم البدء به بتاريخ 29/4/2007، وتستمر الإدارة بتنفيذ مشروع حوسبة الفحص النظري لطالبي رخص القيادة بهدف توفير عاملي السرعة والدقة في إجراء الفحص النظري وتحسين فعاليات الضبط والرقابة عليها لضمان الموضوعية والشفافية والعدالة لجميع المتقدمين لهذا الفحص لعدم إمكانيه أي تدخل للعنصر البشري في أي من مراحل الفحص.

### إدارة المشتريات
ونظرا لطبيعة التجدد المستمر في ظروف العمل الأمني وما يقتضيه ذلك من ضرورة لتسريع الأداء والحصول وبشكل سريع ومستمر للحصول على الآليات والأدوات والمعدات والأجهزة الفنية اللازمة لإدامة العمل الشرطي بصورة احترافية تمكن رجل الأمن من أداء واجباته على الوجه الأكمل فقد تم استحداث إدارة المشتريات كوحدة إدارية مستقلة واجبها تنفيذ السياسة الشرائية لمديرية الأمن العام والقائمة على تزويد الأمن العام بكافة احتياجاته وبأفضل المواصفات توفيرا ً للجهد والوقت وتسريعا ً في الحصول على كل ما هو ضروري وضبطا ً للعمليات الشرائية من خلال جهة واحدة بما يحفظ حقوق الموردين ويسهل معاملاتهم.

## مديرو الأمن العام
| الاسم                   | فترة الاستلام: من | فترة الاستلام: إلى |
| ----------------------- | ----------------- | ------------------ |
| بهجت طبارة              | 1956              | 1957               |
| كريم أوهان              | 1957              | 1957               |
| محمد المعايطة           | 1958              | 1960               |
| محمد هاشم               | 1960              | 1962               |
| حكمت مهيار              | 1962              | 1964               |
| راضي العبدالله ألخصاونة | 1964              | 1965               |
| معن أبو نوار            | 1965              | 1967               |
| محمد رسول الكيلاني      | 1968              | 1969               |
| عزت قندور               | 1969              | 1970               |
| زهير مطر                | 1970              | 1970               |
| عبد المجيد الشريدة      | 1970              | 1971               |
| أنور محمد               | 1971              | 1976               |
| غازي عربيات             | 1976              | 1979               |
| مأمون خليل              | 1979              | 1981               |
| محمد إدريس دودوخ        | 1981              | 1984               |
| ذياب يوسف               | 1984              | 1985               |
| عبد الهادي المجالي      | 1985              | 1989               |
| فاضل علي فهيد           | 1989              | 1993               |
| عبد الرحمن العدوان      | 1993              | 1996               |
| نصوح محي الدين          | 1996              | 2000               |
| ظاهر فهد الفواز         | 2000              | 2002               |
| تحسين شردم              | 2002              | 2004               |
| محمد العيطان            | 2004              | 2007               |
| مازن القاضي             | 2007              | 2010ً               |
| حسين هزاع المجالي       | 2010              | 2013               |
| توفيق الطوالبة          | 2013              | 2015               |
| عاطف سلامة حمود السعودي | 2015              |                    |
| فاضل الحمود             |                   |                    |

## المركبات
بعض المركبات المستخدمة من قبل الجهاز:

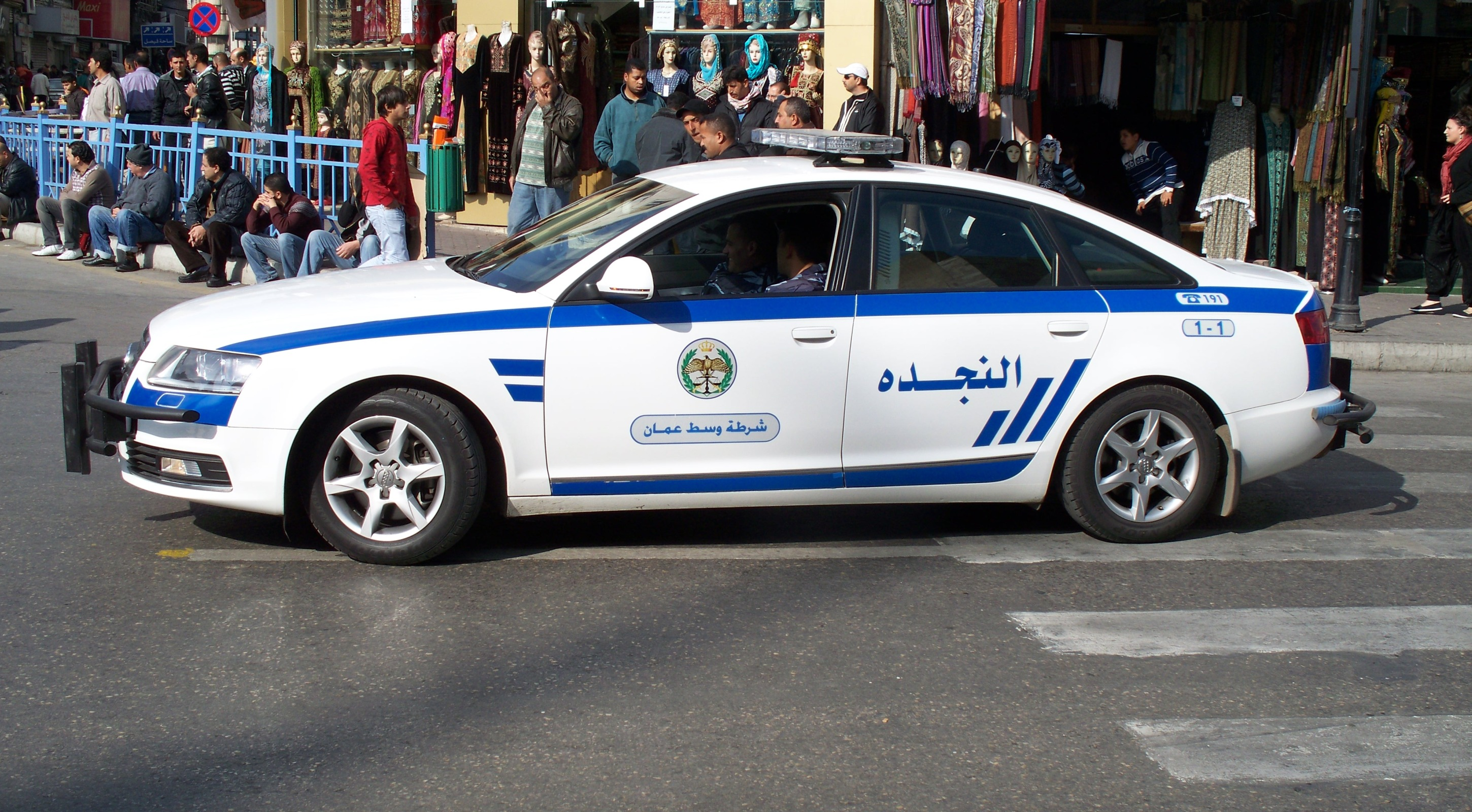
سيارة أمن عام من طراز أودي تابعة لمركز شرطة وسط عمان

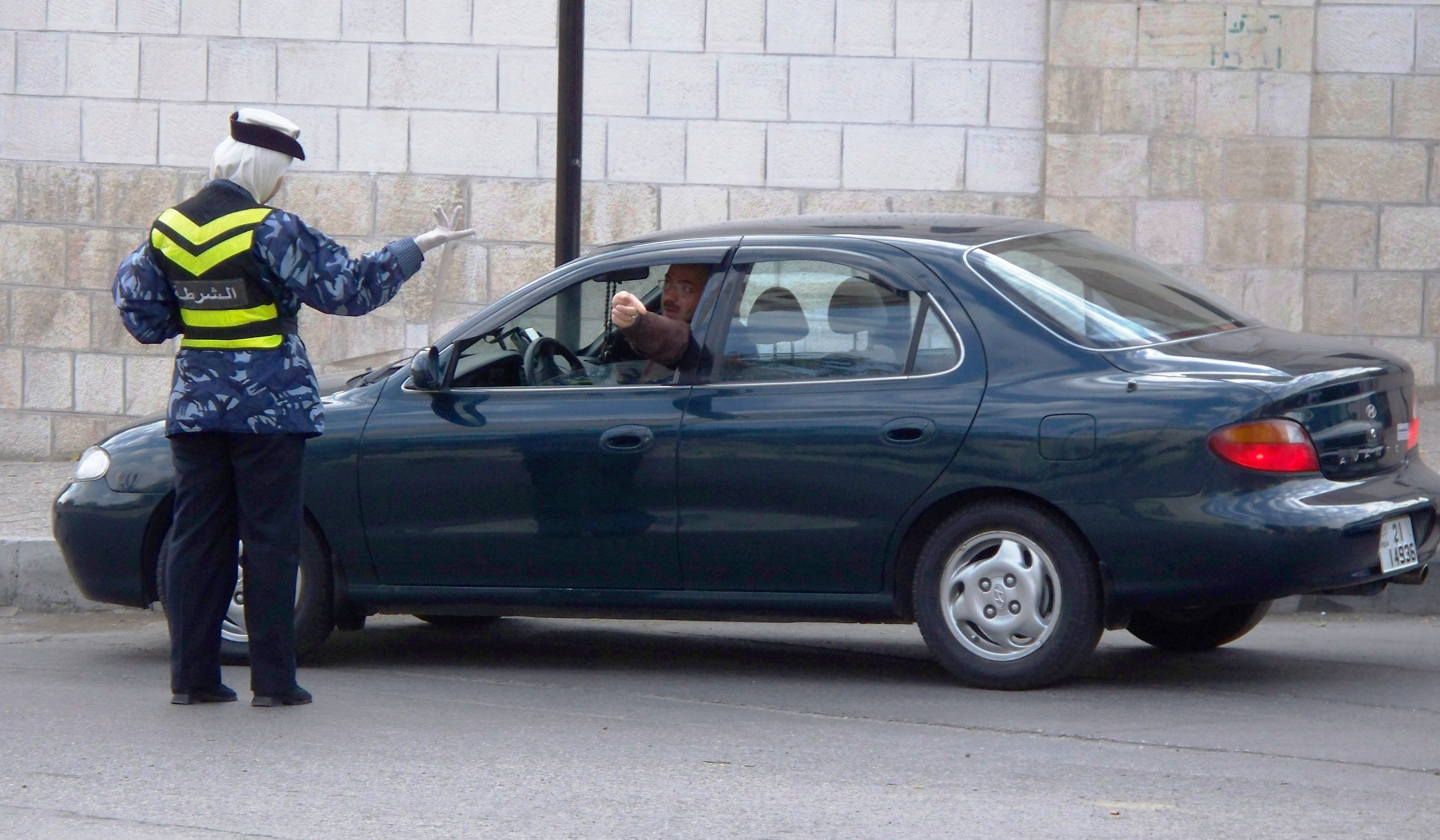
ضابطة شرطة في عمان

| اسم المركبة           | الصورة |
| --------------------- | ------ |
| أودي إي6              |        |
| فورد كراون فكتوريا    |        |
| دودج تشارجر           |        |
| كيا سيراتو            |        |
| شيفروليه تريل بلايزر  |        |
| جي إم سي إنفوي        |        |
| فولكس فاجن ترانزبورتر |        |
| فورد توريس            |        |
| فورد إكسبلورر         |        |
| تويوتا هايس           |        |
| مازدا 3               |        |
| أودي إي4              |        |
| ميتسوبيشي إل200       |        |
| ميتسوبيشي باجيرو      |        |
| سوزوكي غراند فتارا    |        |
| تويوتا لاند كروزر     |        |
| ميتسوبيشي لانسر       |        |
| فورد F-450            |        |
| بيجو بوكسر            |        |
| MD 500                |        |

## إنفاذ القانون
يخضع إنفاذ القانون في الأردن لسلطة مديرية الأمن العام (التي تضم حوالي 40,000 شخص). وتخضع الشرطة الوطنية الأردنية لمديرية الأمن العام التابعة لوزارة الداخلية. تم تنظيم أول قوة شرطة في الأردن بعد سقوط الإمبراطورية العثمانية في 11 أبريل 1921. تم تعيين علي خلقي باشا الشريري كقائد أول لقوات الأمن وكمستشار للأمن القومي في حكومة شرق الأردن. تألفت أول قوة للأمن الأولى في الأردن من كتيبة الدرك، وفوج الدرك، وفوج الاحتياط، والقوات النظامية، وقوة الدوريات الصحراوية. حتى عام 1956 تم تنفيذ مهام الشرطة بالكامل من قبل الفيلق العربي وقوة الحدود الشرقية الأردنية. تم إنشاء مديرية الأمن العام بعد تعريب قيادة الجيش العربي عام 1956
احتلت أجهزة إنفاذ القانون في الأردن المرتبة 24 في العالم و4 في الشرق الأوسط من حيث موثوقية خدمات الشرطة في تقرير التنافسية العالمية. كما احتل الأردن المركز الثالث عشر في العالم والثالث في الشرق الأوسط من حيث منع الجريمة المنظمة.
يزداد عدد ضابطات الشرطة في الأردن ففي عام 1972 كانت أول دولة عربية تقدم الإناث إلى قوات الشرطة هي الأردن، وارتفع بعدها عدد النساء الشرطيات في الأردن من 6 نساء في عام 1972 إلى أكثر من 3500 امرأة في عام 2012.
أنشأت مديرية الأمن العام مركزا لتدريب الشرطة في الموقر يدرب سنويا عدة آلاف من أفراد قوات الشرطة من الدول العربية المجاورة، بما في ذلك؛ فلسطين، والعراق، ودول مجلس التعاون الخليجي. وهناك مركز آخر أنشأته الأميرة بسمة متخصصة في تدريب النساء، ويعلم المشاركين عن تفاصيل قانون العقوبات الأردني وقوانين الدفاع المدني والأمن العام والتدريب على اللياقة البدنية ومهارات القتال والدفاع.
يقع مقر مديرية الأمن العام في عمان حيث يوجد لديها نظام مركزي يخدم جميع المناطق في الأردن، ويهدف إلى الحفاظ على السلامة العامة من خلال دمج المعدات الحديثة.